# Simon de Phares
Simon de Phares, né le 9 août 1444 à Châteaudun, est un astrologue, astronome et médecin français.

## Biographie
Simon de Phares, est issu d'un milieu de clercs et juristes de Meung-sur-Loire dans l'ancienne province de l'Orléanais. Il étudia le droit et les humanités avant de se tourner vers l'étude de l'astronomie et la médecine à la faculté des Arts de Paris. Il analysa les recherches d'astrologues et astronomes antiques, tel qu'Épigène de Byzance ou arabes, tel que Alchabitius. Il revendiqua une parenté avec un aïeul célèbre, l'écrivain Jean de Meung, mais aucun écrit ne vint corroborer cette prétention, sinon son seul témoignage sur cette supposée saga familiale.
Il travailla au service du duc Jean II de Bourbon, mais son prestige fut connu jusqu'à la Cour royale où le roi Louis XI de France tenta de s'attacher ses services.
À la mort du duc de Bourbon, Simon de Phares visita tour à tour l'Angleterre, l'Irlande, l'Écosse, l'Italie avant de s'installer définitivement à Lyon en 1488. Il ouvrit un cabinet d'astrologue professionnel. 
Lors de la visite du roi Charles VIII de France à Lyon, ce dernier consulta l'astrologue et fut satisfait au point de vouloir en faire son astrologue personnel. Certains conseillers du Roi, tel que Guillaume de Rochefort, en prirent ombrage et dénoncèrent le charlatanisme de Simon de Phares. Le 1er novembre 1490, une enquête de la justice ecclésiastique fut déclenchée. Il fut alors emprisonné puis relâché sous promesse de ne plus professer l'astrologie et autres sciences divinatoires. Mais la bibliothèque qu'il possédait (plus de deux cents volumes) lui fut confisquée. Condamné aux dépens le 26 mars 1494 par la faculté de théologie de Paris, Simon de Phares est remis à l'official de la capitale. Nul ne sait ce qu'il advint de lui après 1499. 
Afin de dénoncer une injustice envers la science, Simon de Phares rédigea un "Elucidaire", présentant la biographie et bibliographie de plusieurs clers astrologiens de Lyon et de Vienne. Simon de Phares entendait prouver dans ce recueil manuscrit (aujourd'hui conservé à la Bibliothèque nationale de France sous la cote Français 1357) le bien-fondé de l'astrologie et le succès des astrologues dans leurs prédictions.

#### Œuvres
- Recueil des plus célèbres astrologues (1498), édi. par Jean-Patrice Boudet, H. Champion, t. I, 1997, 604 p. : édition critique.

#### Études sur Simon de Phares
- Jean-Patrice Boudet, Le Recueil des plus célèbres astrologues de Simon de Phares, H. Champion, t. II, 1999, 494 p. : présentation et commentaire.
- Jean-Patrice Boudet, Lire dans le ciel. La bibliothèque de Simon de Phares, astrologue du XVe siècle, Bruxelles, Centre d'études des manuscrits, 1994, XXXI-220 p.
- Jean-Patrice Boudet, Simon de Phares et les rapports entre astrologie et prophétie à la fin du Moyen Age, Rome, École française de Rome, 1990, 648 p.